# Campylocheta confusa
Campylocheta confusa là một loài ruồi trong họ Tachinidae.